# Île du Guesclin
L’île du Guesclin est un îlot accessible à marée basse, à Saint-Coulomb en Ille-et-Vilaine (Bretagne), entre Saint-Malo et Cancale.

## Géographie
Sa superficie est d'environ 7 300 m2. Elle se situe à l'est de l'anse du Guesclin, sur la pointe rocheuse du même nom, sur la commune de Saint-Coulomb.
L'accès à pied y est possible à marée basse. L'île est cependant une propriété privée abritant le fort du Guesclin, dont la propriété a évolué au cours des siècles.

## Toponyme
Le nom de l'île fait référence à la famille Du Guesclin, dont le patronyme a subi plusieurs déformations entre le XIe siècle et le XIIIe siècle : l'île est alors dénommée île de Guarplic, puis de Guasplic, de Gué Asquin, avant de devenir du Guesclin.

## Le fort du Guesclin
Le fort du Guesclin est construit sur l'île à partir de 1026 par la famille du Guesclin,. 
Pendant l'époque médiévale, une garnison est installée au fort, avec la construction d'une caserne et d'une poudrière. Six à sept tourelles de guet font le tour de l'île.
À partir de 1826, l'île devient la propriété de particuliers. Le chanteur et poète Léo Ferré (1916-1993) en est le propriétaire à partir de 1959 et y habite jusqu'en 1968. Il y a composé l'un de ses chefs-d'œuvre, La Mémoire et la mer, en 1970. À sa mort en 1993, l'île a été l'enjeu d'une querelle de succession jusqu'en 1996, année où elle est vendue.

## Galerie

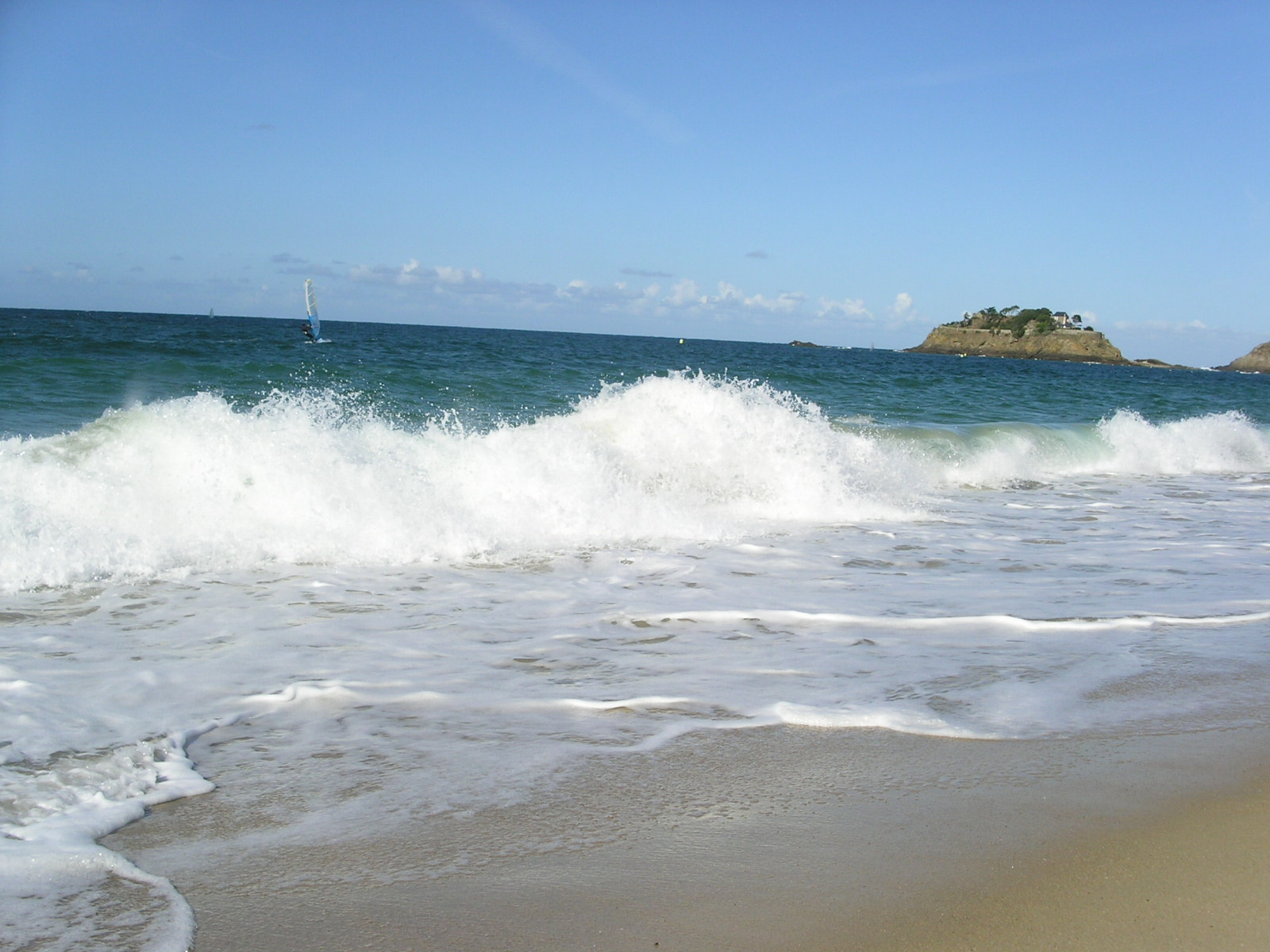
Vue de l'ouest, la plage du Guesclin et le fort éponyme au fond à droite.
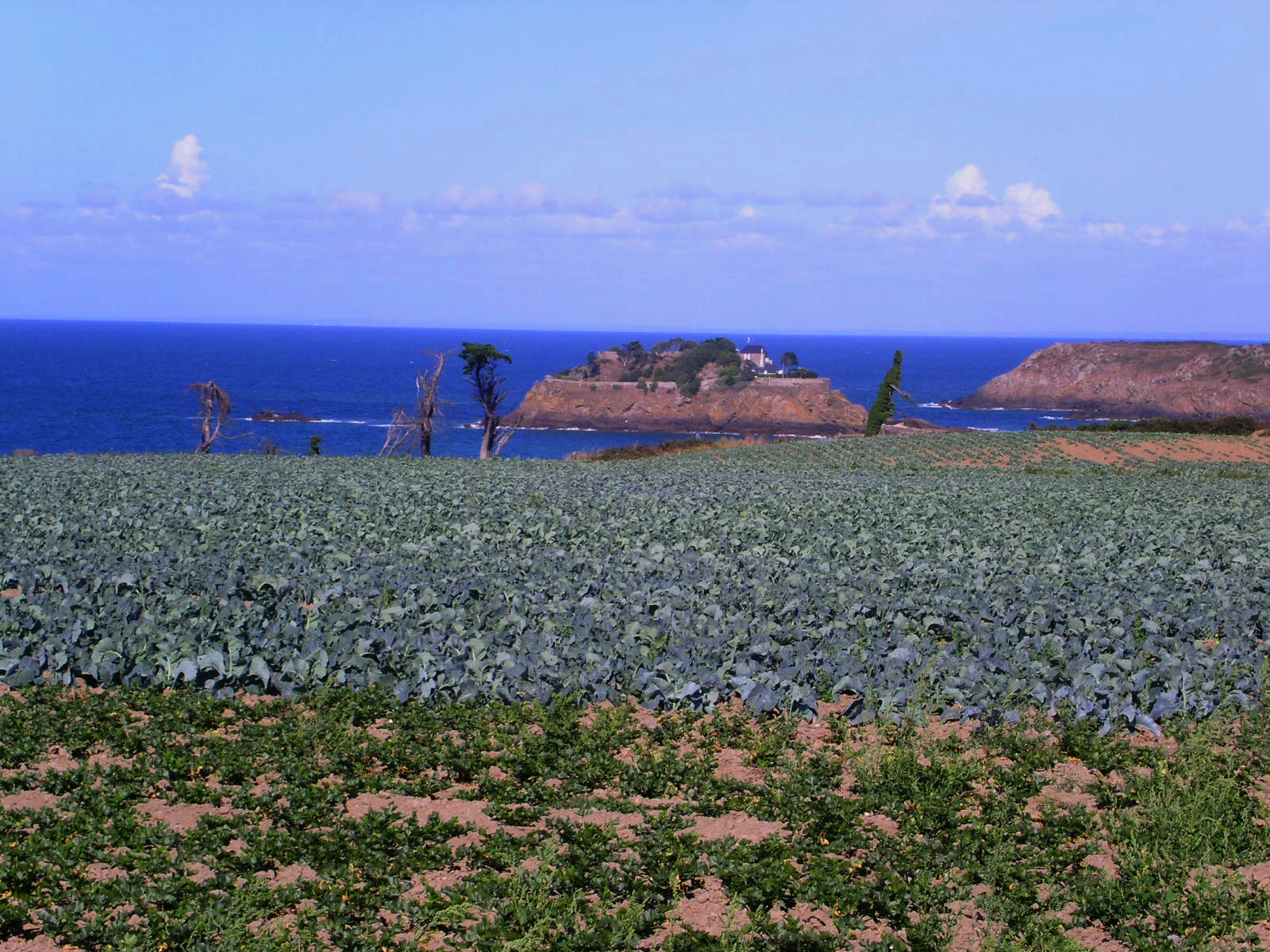
L'île du Guesclin, vue des terres.
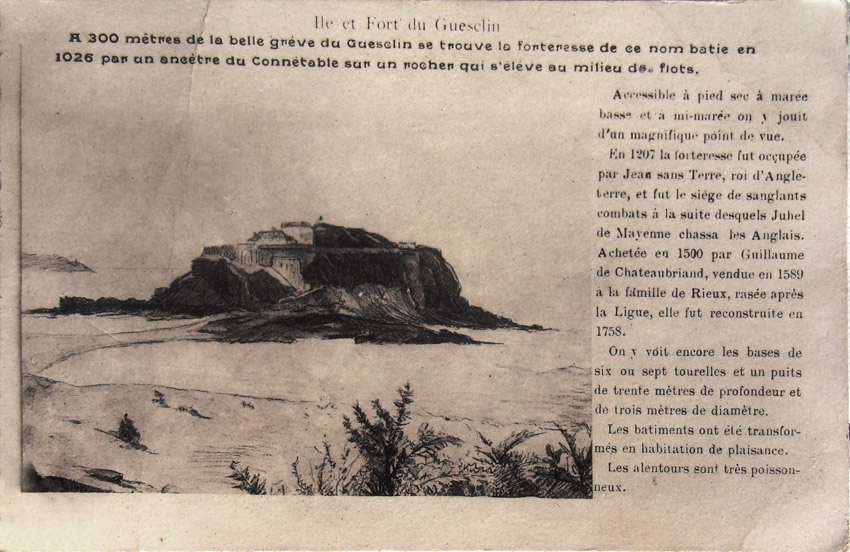
Carte postale du Guesclin, citant l'histoire du lieu.
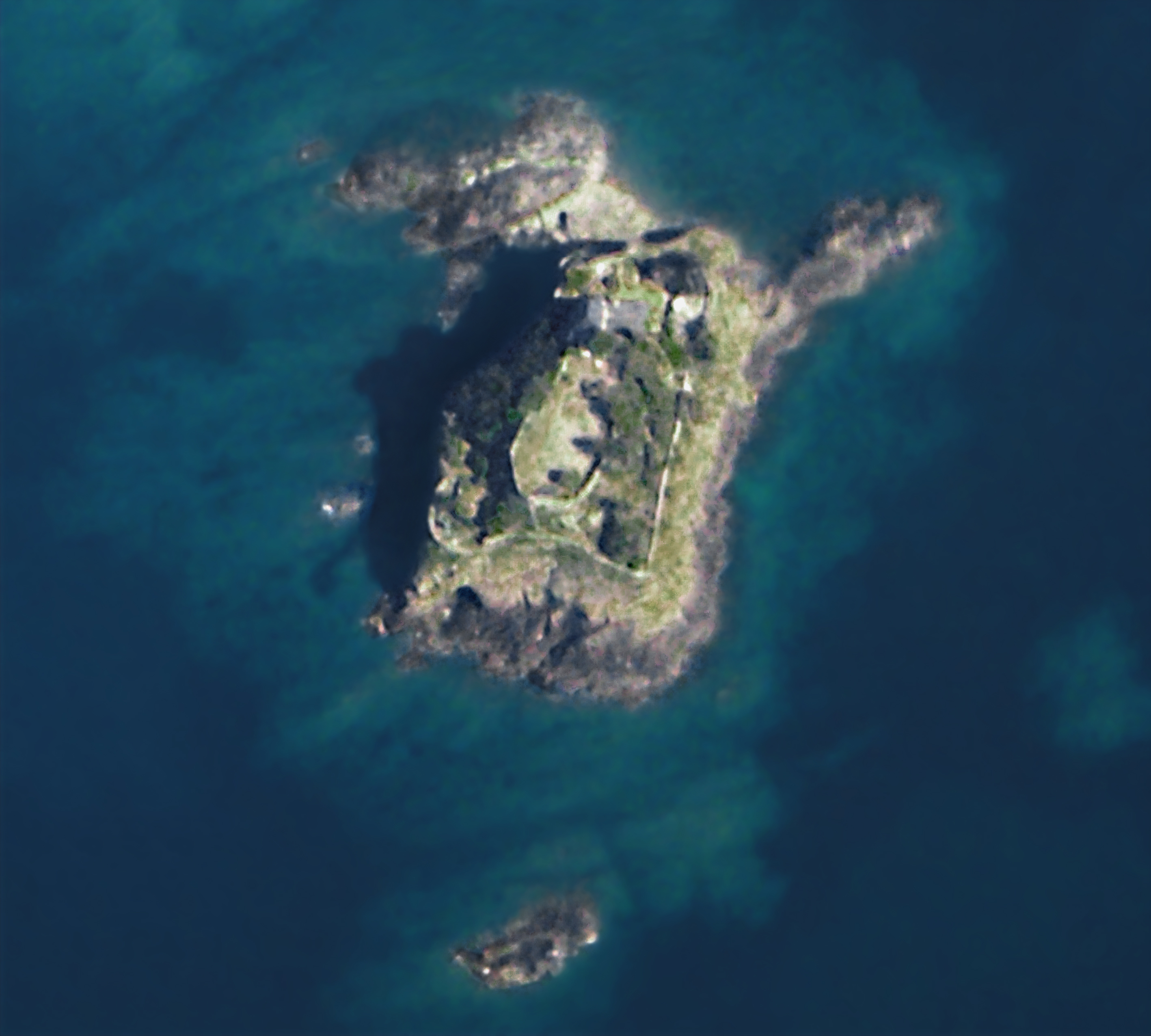
Île du Guesclin, vue du ciel.

## Pour approfondir